# Stadio La Rocca
Lo stadio La Rocca è un impianto sportivo sito nel comune italiano di Trezzo sull'Adda (MI). Ospita le partite interne della Tritium, maggior club calcistico locale.
Ubicato nella zona nord-occidentale del territorio comunale, prospiciente la cosiddetta penisola di San Gervasio (formata da una stretta ansa del fiume Adda), lo stadio prende il nome dalla vicina Cascina Rocca, in origine avamposto del Castello Visconteo, edificio simbolo del comune abduano.
La struttura è dotata di tre spalti sui soli lati lunghi del terreno di gioco: a ovest una tribuna coperta stabile da 182 posti e una scoperta amovibile (in tubolari in ferro) da 320 posti, a est una gradinata scoperta in cemento da 573 posti. La capienza totale supera di poco le mille unità.
Lo stadio dispone inoltre un campo accessorio in erba sintetica, utilizzato prevalentemente come zona per il riscaldamento e come campo di allenamento e di gioco per le squadre del settore giovanile.
Nella stagione 2010-2011, ove la Tritium giocò in Lega Pro Seconda Divisione, lo stadio venne dichiarato non conforme alle norme di sicurezza vigenti dalla prefettura di Milano, che obbligò i biancazzurri a giocare le prime partite in casa a porte chiuse, in modo da consentire i lavori di adeguamento: l'impianto venne riaperto (con deroga ai requisiti minimi di capienza) alla 7ª giornata in occasione del match contro la Sacilese. La deroga non venne tuttavia rinnovata, sicché per le stagioni sportive 2011-2012 e 2012-2013 la Tritium dovette disputare le proprie partite casalinghe allo stadio Brianteo di Monza.